# 内藤寿七郎
内藤 寿七郎（ないとう じゅしちろう、1906年10月23日 - 2007年12月12日）は、日本の医学者、小児科医。元日本小児科医会名誉会長、日本小児科医会の初代会長。東京都生まれ。
熊本県立熊本中学校（現 熊本県立熊本高等学校）、官立第五高等学校を経て1931年に東京帝国大学（現 東京大学）医学部を卒業。東大小児科教室勤務を経て、日本赤十字社中央病院小児科部長、愛育病院院長などを歴任。1992年、日本人として初めてシュバイツァー博愛賞を受賞。
2007年12月12日、腎不全のため東京都中央区の聖路加国際病院で死去、101歳没。

## 著書
- 愛育班育成者必携（監修）		恩賜財団母子愛育会
- 愛育班員必携（監修）			恩賜財団母子愛育会
- 赤ちゃんの命を守る母乳のはなし		同文書院
- 赤ちゃんの応急手当豆事典		健友館
- 赤ちゃんの心理				ごま書房
- 赤ちゃんの病気の見つけ方・治し方	健友館
- 赤ちゃん百科〔改訂版〕（共著・監修）	保健同人社
- インファント・ニュートリション（訳）	同文書院
- お母さん大丈夫、あなたが育児の主役です　ごま書房新社
- ことばの誕生（共著）			日本放送出版協会
- こどもの心を育てる・第四集（共著）	安田生命社会事業団
- 最新育児学（共著）			同文書院
- 最新助産学（共著）			医学書院
- 出産と育児の百科（共著・監修）		小学館
- 子どもの「花」が育つとき　－21世紀をになう子どもたちへ！語り伝えたい、育児メッセージ	小学館
- 小児の情緒障害　第２版（監修）		医学書院
- 小児保健学（監修）			相川書房
- 新生児の神経発達（監修）		日本小児医事出版社
- トーマス博士の育児書（共訳・監修）	文化放送開発センター出版部
- 内藤寿七郎博士のちょっと気がかり赤ちゃん相談室		三笠書房
- 内藤博士の愛の育児書			ごま書房
- 乳児保育（監修）			建帛社
- 乳幼児保健指針（共著）			日本小児医事出版社
- 保育所の０・１・２歳児保育（監修・著）	川島書店
- やさしい子どもに育てたい		広池学園出版部
- 幼稚園児をもつ若い両親ヘ		三笠書房
- リー・ソーク博士の育児書（監修）	ＴＢＳ出版会
- 離乳と離乳食				日東書院
- 若い両親へ				三笠書房
- わが子の健康食（共著）			ベストセラーズ
- 新「育児の原理」-あたたかい心を育てる-　Aprica Childcare Institute・アップリカ育児研究所 2013
- 育児の原理 -あたたかい心を育てる-
- 愛の育児書